# Crkva Sv. Križa (Križ)
Crkva Sv. Križa rimokatolička je crkva u mjestu Križu i zaštićeno kulturno dobro.

## Opis dobra
Crkva Sv. Križa smještena u središtu naselja izvorno je srednjovjekovna građevina, a primjer je crkve gotičkih karakteristika zidane opekom i prvobitno neožbukane. Unatoč obnovi i barokizaciji na prijelazu iz 17. u 18. st., srednjovjekovni sloj sačuvan je u punoj elevaciji obodnih zidova te na većem dijelu zvonika. Stoga je gotovo u cijelosti sačuvan izvoran izgled eksterijera sa zidovima poduprtim kontraforama i nizom lezena koje formiraju slijepe arkade, dok je unutrašnjost poprimila barokni karakter. Crkva je jednobrodna građevina pravokutnog tlocrta s poligonalno zaključenim svetištem, sakristijom, zvonikom uz sjeverni zid broda i trijemom. U cijelosti je svođena, a ima vrijedan barokni inventar. Jedna je od najznačajnijih sakralnih građevina Zagrebačke županije.

## Zaštita
Pod oznakom Z-1895 zavedena je kao nepokretno kulturno dobro - pojedinačno, pravna statusa zaštićena kulturnog dobra, klasificirano kao "sakralna graditeljska baština".